# کوه آرژانتین
کوه آرژانتین (به لاتین: L'Argentine) یک کوه در سوئیس است که در کانتون وو واقع شده‌است. کوه آرژانتین ۲٬۴۲۱ متر بالاتر از سطح دریا واقع شده‌است.